# 루이스 포르탈

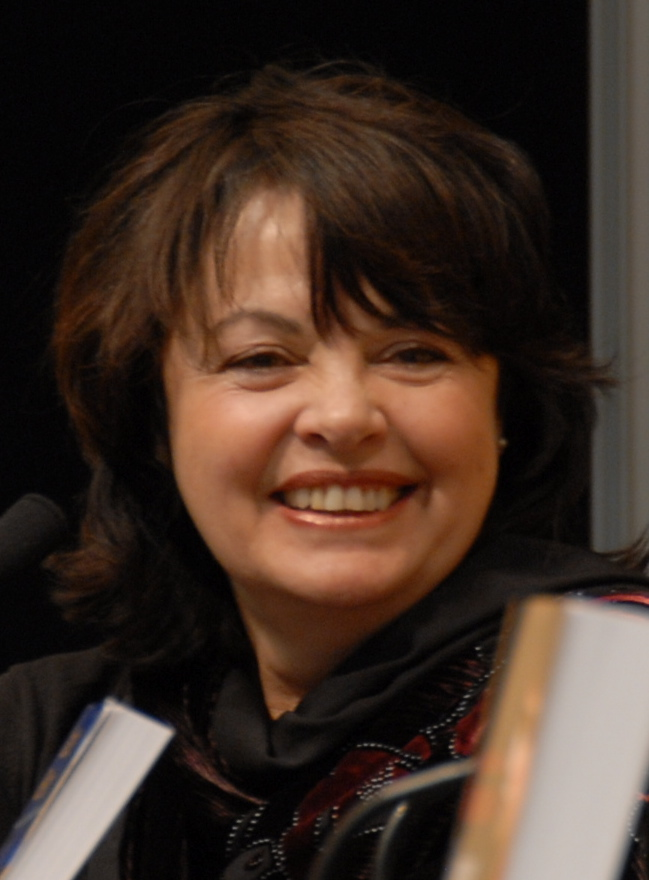

루이스 포르탈(Louise Lapointe, 1950년 5월 12일 ~ )은 캐나다의 배우, 시인, 작가, 가수, 영화배우이다.
사그네에서 태어났다.

## 영화
- 에브리씽 아웃사이드 (2018년)
- 위 아 더 프리크 쇼 (2017년) - 카르멘 역
- 애드리언 (2015년)
- 네퓨 (2015년) - 클라우딘 역
- 더 울브스 (2014년)
- 레 슈브레이유 (2012년)
- 부서진 마음 (2006년)
- 남쪽을 향하여 (2005년)
- H2O (2004년) - 마리 역
- 다섯 친구 (2004년)
- 야만적 침략 (2003년)
- 메모리스 언락 (1999년)
- 풀가동 (1999년)
- 미제국의 몰락 (1986년)